# Lden
De Lden (Engels: Level day-evening-night) is een Europese maat om de geluidsbelasting door omgevingslawaai over een heel etmaal uit te drukken. Met ingang van 2004 werd het gebruik van de Lden in alle Europese landen verplicht. Dit hing samen met de implementatie van de Europese Richtlijn Omgevingslawaai. Tot dat moment werd de etmaalwaarde gebruikt om de geluidshinder te bepalen in de Nederlandse geluidswetgeving. 

## Definitie
Voor de bepaling van Lden wordt het etmaal in drie periodes verdeeld: 
| dagperiode   | 07:00–19:00 uur |
| avondperiode | 19:00–23:00 uur |
| nachtperiode | 23:00–07:00 uur |
Eerst wordt per periode het equivalente geluidsniveau over een heel jaar bepaald, uitgedrukt in dB(A). 
Bij de avond en de nachtwaarde wordt vervolgens een straffactor van respectievelijk 5 en 10 dB(A) opgeteld. De reden hiervan is dat een bepaald geluidsniveau in de avond en de nacht door het verminderen van geluiden uit de omgeving als hinderlijker wordt ervaren dan het geluid van overdag. Een andere reden is dat het voor eventuele slaapverstoring gedurende de nacht van belang is 's nachts strengere eisen te stellen. Er is geen wetenschappelijke basis voor de exacte grootte van deze straffactoren, maar ze worden algemeen gehanteerd.
De Lden is ten slotte het logaritmisch gemiddelde van de dag-, avond- en nachtwaarde, waarbij gebruik wordt gemaakt van een 'energetische' middeling. Dit betekent dat de duur van elke periode ook wordt meegewogen.
In formulevorm wordt de Lden als volgt gedefinieerd: 
{\displaystyle L_{\rm {den}}=10\cdot {}^{10}\!\log {\frac {12\cdot 10^{\frac {L_{\rm {day}}}{10}}+4\cdot 10^{\tfrac {L_{\rm {evening}}+5}{10}}+8\cdot 10^{\tfrac {L_{\rm {night}}+10}{10}}}{24}}}

## Verschil tussenLdenen etmaalwaarde
Het verschil tussen de oude dosismaat Letmaal en de nieuwe dosismaat Lden is de manier waarop de geluidsniveaus van de verschillende etmaalperioden (dag, avond en nacht) worden samengevoegd tot één getal. Bij Letmaal geldt dat de maximale waarde van de drie etmaalperioden (de hoogste van de drie dus), inclusief de straffactoren, maatgevend is voor de waarde van Letmaal. Bij Lden is dat een energetische middeling over de drie etmaalperioden.
Voor de wetgeving op geluidsgebied betekent dit dat het geluid in alle drie de periodes voortaan moet worden berekend en op de hier beschreven manier bij elkaar geteld. 
Globaal gezien levert de Lden voor het geluid van wegverkeer of spoorwegverkeer een ongeveer 2 dB lager getal op dan de etmaalwaarde, maar dit kan afhangen van de specifieke situatie. Dat de getalswaarde lager wordt, betekent echter niet dat de wetgeving hierdoor zal worden aangescherpt. Men probeert de verandering normneutraal door te voeren.
Voor bronnen die alleen overdag overlast geven betekent het dat Lden exact {\displaystyle 10\log _{10}(0{,}5)\approx 3{\rm {\,{dB}}}} lager is dan Letmaal.